# Марко Поло (лунный кратер)
Кратер Марко Поло (лат. Marco Polo) — крупный ударный кратер в южной части гор Апеннины на видимой стороне Луны. Название присвоено в честь итальянского купца и путешественника Марко Поло (1254—1324) и утверждено Международным астрономическим союзом в 1961 г.

## Описание кратера
Ближайшими соседями кратера являются кратер Конон на севере; кратер Янгель на востоке-северо-востоке; кратер Укерт на юге-юго-востоке и кратер Боде на юге. На юго-западе от кратера Марко Поло располагается Залив Зноя; на северо-западе лежит Море Дождей; на северо-востоке - Залив Верности; на востоке – Море Паров; на юге Залив Центральный. Селенографические координаты центра кратера 15°31′ с. ш. 2°03′ з. д. / 15,52° с. ш. 2,05° з. д., диаметр 28,3 км, глубина 360 м.
Кратер Марко Поло практически полностью разрушен и трудно различим на фоне окружающей местности, сохранилась лишь западная часть его вала. Южная часть вала перекрыта сателлитным кратером Марко Поло A (см. ниже), северная часть вала рассечена несколькими расщелинами. Кратер Марко Поло включен в список кратеров с темными радиальными полосами на внутреннем склоне Ассоциации лунной и планетарной астрономии (ALPO).

## Сателлитные кратеры
| Марко Поло | Координаты                                          | Диаметр, км |
| ---------- | --------------------------------------------------- | ----------- |
| A          | 14°54′ с. ш. 1°58′ з. д. / 14,9° с. ш. 1,96° з. д.  | 6,4         |
| B          | 17°11′ с. ш. 1°53′ з. д. / 17,18° с. ш. 1,88° з. д. | 6,4         |
| C          | 14°02′ с. ш. 5°01′ з. д. / 14,03° с. ш. 5,01° з. д. | 6,3         |
| D          | 14°56′ с. ш. 3°47′ з. д. / 14,93° с. ш. 3,79° з. д. | 5,8         |
| F          | 15°44′ с. ш. 4°32′ з. д. / 15,73° с. ш. 4,53° з. д. | 3,7         |
| G          | 16°43′ с. ш. 1°56′ з. д. / 16,72° с. ш. 1,93° з. д. | 4,4         |
| H          | 17°49′ с. ш. 1°41′ з. д. / 17,81° с. ш. 1,69° з. д. | 5,7         |
| J          | 17°54′ с. ш. 1°16′ з. д. / 17,9° с. ш. 1,27° з. д.  | 4,4         |
| K          | 18°08′ с. ш. 1°30′ з. д. / 18,13° с. ш. 1,5° з. д.  | 9,5         |
| L          | 14°49′ с. ш. 5°01′ з. д. / 14,82° с. ш. 5,02° з. д. | 18,5        |
| M          | 17°32′ с. ш. 1°07′ з. д. / 17,54° с. ш. 1,12° з. д. | 38,1        |
| P          | 16°58′ с. ш. 0°19′ з. д. / 16,97° с. ш. 0,32° з. д. | 28,1        |
| S          | 17°46′ с. ш. 0°01′ в. д. / 17,76° с. ш. 0,01° в. д. | 22,1        |
| T          | 13°38′ с. ш. 1°01′ з. д. / 13,63° с. ш. 1,02° з. д. | 2,7         |

- Сателлитные кратеры Марко Поло D и Марко Поло F включены в список кратеров с яркой системой лучей Ассоциации лунной и планетарной астрономии (ALPO)[5].

## См.также
- Список кратеров на Луне
- Лунный кратер
- Морфологический каталог кратеров Луны
- Планетная номенклатура
- Селенография
- Минералогия Луны
- Геология Луны
- Поздняя тяжёлая бомбардировка